# Гилгит-Балтистанское объединённое движение
Гилгит-Балтистанское объединённое движение (англ. Gilgit-Baltistan United Movement, GBUM) — политическое движение Гилгит-Балтистана в Скарду, Пакистан. Оно требует полностью автономного государства, состоящего из Гилгита и Балтистана, ранее известных как Северные Территории.
GBUM заявляет, что регионы Гилгит-Балтистан, ранее известные как Северные Территории, должны быть обозначены как «Гилгит-Балтистан» и что Законодательному совету Гилгит-Балтистана следует предоставить статус «Независимой конституционной ассамблеи» и предоставить права, аналогичные имеющимся у существующего Законодательного собрания Азад Кашмира.

## Заявление о восстановлении прежней независимости
По данным GBUM, в регионе был кратковременный период независимости с 1 ноября 1947 года, когда сюзеренитет правителей догра в княжестве Кашмир прекратил своё существование, и до 16 ноября 1947 года, когда пакистанские племенные силы и солдаты пакистанской армии вторглись в регион. По словам британского майора Уильяма Брауна, скауты Гилгита планировали создать «Республику Гилгит-Астор», когда 1 ноября 1947 г. они свергли вооружённые силы махараджи Кашмира.

## Гилгит-Балтистанский национальный альянс
До GBUM существовал Гилгит-Балтистанский национальный альянс, продвигавший те же требования вместе с Национальным фронтом Балаваристана (заявившим о независимости более крупного политического образования, Балаваристана).